# Ślepsk Suwałki
O Ślepsk Suwałki, também conhecido como MKS Ślepsk Malow Suwałki por questões de patrocínio, é um clube de voleibol masculino polonês sediado na cidade de Suwałki, na voivodia da Podláquia. Atualmente o clube disputa a PlusLiga, a primeira divisão do campeonato polonês.

## Histórico
O clube foi fundado originalmente na cidade de Augustów, em 2004. Cinco anos mais tarde, após ser promovido à I Liga, mudou-se para Suwałki.
O clube foi promivido à PlusLiga – a primeira divisão do campeonato polonês – após consagrar-se campeão da I Liga na temporada 2018–19.

## Títulos
Campeonato Polonês - I Liga
- Campeão: 2018–19
- Vice-campeão: 2016–17
- Terceiro lugar: 2014–15

## Elenco atual
Atletas selecionados para disputar a temporada 2022–23.
| Camisa                        | Nome                 | Altura (m) | Posição    |
| ----------------------------- | -------------------- | ---------- | ---------- |
| 1                             | Matías Sánchez       | 1,73       | Levantador |
| 2                             | Dominik Depowski     | 2,03       | Ponteiro   |
| 5                             | Arkadiusz Żakieta    | 1,95       | Oposto     |
| 8                             | Mariusz Magnuszewski | 1,94       | Levantador |
| 9                             | Bartosz Filipiak     | 1,97       | Oposto     |
| 10                            | Miran Kujundžić      | 1,96       | Ponteiro   |
| 11                            | Andreas Takvam       | 2,01       | Central    |
| 12                            | Łukasz Rudzewicz     | 1,98       | Central    |
| 13                            | Adrian Buchowski     | 1,94       | Ponteiro   |
| 14                            | Cezary Sapiński      | 2,03       | Central    |
| 15                            | Paweł Halaba         | 1,95       | Ponteiro   |
| 16                            | Paweł Filipowicz     | 1,89       | Líbero     |
| 22                            | Przemysław Smoliński | 2,01       | Central    |
| 24                            | Mateusz Czunkiewicz  | 1,80       | Líbero     |
| Técnico: Dominik Kwapisiewicz |                      |            |            |